# Авшарова, Юлия Юрьевна
Ю́лия Ю́рьевна Авша́рова (род. 2 октября 1974) — российская актриса театра и кино, заслуженная артистка Российской Федерации (2006), а также театральный педагог.

## Биография
Родилась 2 октября 1974 года в Москве в актёрской семье Юрия Михайловича Авшарова и Наталии Ивановны Нечаевой. В 1995 году окончила ВТУ им. Щукина (курс А. А. Казанской). Ещё на четвёртом курсе была приглашена Ю. П. Любимовым на роль Медеи в одноимённой постановке, а после окончания училища принята в труппу Московского театра драмы и комедии на Таганке, где работала два года, параллельно участвуя в спектаклях Московского драматического театра им. Р. Симонова.
В 1997 году пришла в «Классный театр» под руководством В. П. Поглазова. С 2005 г. — соучредитель и актриса театра «Поглазов и Ко».
С 2006 г. — актриса Московского драматического театра под руководством Армена Джигарханяна. В июне 2006 г. получила почётное звание заслуженной артистки Российской Федерации. В 2008 г. за роль фрекен Тесман в спектакле «Гедда Габлер» (реж. А. Башенкова) была награждена дипломом XIV фестиваля «Норвежская пьеса на московской сцене» в номинации «Лучшая актриса».
В 2011 году была принята в труппу Московского драматического театра им. Н. В. Гоголя.
С мая 2017 года работает на развлекательной интернет-радиостанции «Fomenko Fake Radio», запущенной Николаем Фоменко, где играет несколько ролей — ведущую Ирину Рыбладзе и различных гостей. С 9 февраля 2019 по 8 февраля 2020 года вела телеверсию эфиров этой радиостанции на канале НТВ.
Педагог кафедры актёрского мастерства Международного Славянского института им. Г. Р. Державина.

## Творчество

### Театральные работы

#### Московский драматический театр имени Рубена Симонова
- «Комедиант» Д. Осборна
- «Сказки Мельпомены» по А. П. Чехову
- «Блудный сын» (реж. Е. Симонов) — Дельфина дю Амель

#### Классный театр
- «Волшебник Изумрудного города» по А. М. Волкову (реж. С. Русаненко) — Страшила
- «Незнайка» по Н. Н. Носову — Ласточка
- «Недоросль» Д. И. Фонвизина (реж. А. Герба) — госпожа Простакова
- «Три мушкетёра» по роману А. Дюма (реж. В. Красовский) — Миледи
- «Бременские музыканты» — Петух
- «Остров сокровищ» — пиратка Кровавая Мэри
- «Капитанская дочка» по повести А. С. Пушкина (реж. Р. Овчинников) — Императрица
- «Упыри» по повести А. К. Толстого (реж. Р. Овчинников) — генеральша Сугробина
- «Горе от ума» А. С. Грибоедова (реж. А. Любимов) — Хлёстова
- «Герой нашего времени» по роману М. Ю. Лермонтова (реж. М. Фейгин) — Белла
- «Недоразумение» А. Камю (реж. В. Поглазов) — Марта
- «Святая Жанна д’Арк» (реж. В. Поглазов) — Жанна д’Арк
- «Квартет для Лауры» (реж. А. Житинкин) — Лаура[6]

#### Театр наций
- «Борис Годунов» А. С. Пушкина (реж. Ю. Авшаров) — все женские роли

#### Московский драматический театр под руководством Армена Джигарханяна
- «Безумный день, или Женитьба Фигаро» Бомарше (реж. Ю. Клепиков) — Марселина
- «Сюда ещё бы пару мужиков» Л. Каннингем (реж. О. Петян) — Марта[7]
- «Дом Бернарды Альбы» Ф. Г. Лорки (реж. А. Дзиваев) — Бернарда
- «Гедда Габлер» Г. Ибсена (реж. А. Башенкова) — фрекен Юлиане Тесман
- «Театр. Вечная любовь…» (реж. Ю. Клепиков, Л. Крупина)
- «Пигмалион» Б. Шоу (реж. Ю. Клепиков) — Миссис Пирс[8]

#### Московский драматический театр им. Н. В. Гоголя
- «Мистраль» О. А. Кучкиной (реж. С. Яшин) — Рашель
- «Верная жена» С. Моэма (реж. А. Говорухо) — Барбара Фосетт

#### Другие театральные работы
- «Свадьба», спектакль по произведениям и документам А. С. Пушкина (реж. А. Беркутов) — Дама N.[9][10]
- «Итальяно аморе и маленькие недоразумения», спектакль Первой экспериментальной молодёжной Вахтанговской студии «Турандот» (реж. В. Жуков) — жена вора

## Фильмография

### Фильмы
- 2001 — «Афера», реж. Е. Лаврентьев — секретарша
- 2003 — «Чай, кофе, потанцуем...» (телесериал), реж. В. Шамиров — питерка
- 2004 — «Строптивая мишень» (мини-сериал), реж. Ю. Колесник — любовница Крестного
- 2005 — «Люба, дети и завод…» (телесериал), реж. Л. Мазор — Марина
- 2005 — «Не родись красивой» (телесериал), реж. А. Назаров — PR-менеджер «Иванушек»
- 2009 — «Одна семья» (телесериал), реж. С. Лялин — камео
- 2011 — «Крутые берега» (телесериал), реж. С. Борчуков — Елена
- 2012 — «Без следа» (сериал), реж. С. Либин — Валентина Чеботарёва, консьержка (1-я серия)
- 2012 — «Неравный брак» (телесериал), режиссёры: Л. Гришин, В. Бабенко, С. Терещук, Д. Макеев, В. Харченко-Куликовский, Ю. Музыка, А. Кузнецов, Ф. Коршунов, М. Богдасаров — Ольга
- 2023 — «Раневская» (сериал), реж. Д. Петрунь — Анна Ахматова

### Озвучивание мультсериалов
- 2016‒2020 — «Лео и Тиг» (мультсериал), режиссёры: Н. Козлов, А. Люткевич — черепаха, африканская черепаха
- 2016 - 2020 - Четверо в кубе(мультсериал),режиссёры.. Н Козлов А..Люткевич - Венера Ивановна(бабушка Леры.